# Mlezivo
Mlezivo [mlezívo] ali kolostrum [kolóstrum] (lat. colostrum) je kravje mleko v 3 do 5 dneh po telitvi. Je gostejše od mleka in rumenkasto obarvano.
Pomaga pri imunski obrambi novorojenca, ki pri govedu ne more dobiti materinih proteles iz njenega krvnega obtoka. Tele začne proizvajati svoja protitelesa šele 4. tedne po skotitvi.
Kakovost mleziva se določi po količini imunoglobulinov. V mlezivu so imunoglobulini IgG, IgM in IgA.
Po pravilniku o zaščiti rejnih živali mora tele prejeti goveji kolostrum čim prej po rojstvu, ne pozneje kot v prvih šestih urah življenja.

## Primerjava sestave mleziva in mleka
| Hranilo              | Mleko (%) | Mlezivo (%) |
| -------------------- | --------- | ----------- |
| Suha snov            | 13,1      | 25,3        |
| Beljakovine          | 3,6       | 17,6        |
| Kazein               | 2,6       | 4,0         |
| Albumini + globulini | 0,5       | 13,6        |
| Maščoba              | 4,0       | 3,6         |
| Laktoza              | 4,8       | 2,7         |
| Pepel                | 0,7       | 1,6         |
| Kalcij               | 0,12      | 0,20        |
| Fosfor               | 0,10      | 0,20        |

Vir